# Héctor Adomaitis
Héctor Raimundo Adomaitis Larrabure (Buenos Aires, 12 de junio de 1970) es un exfutbolista y entrenador argentino que jugaba como enganche o mediapunta.

## Trayectoria

### Jugador
Comenzó su carrera en 1986 con Temperley. En 1988 se trasladó a Uruguay, donde defendió por dos temporadas los colores del Montevideo Wanderers, con el cual obtuvo el Torneo Competencia 1990.
En 1991 fue transferido a Deportes Concepción, donde jugó el primer semestre de la temporada, participando en algunos partidos de la Primera División, Copa Chile, y de la Copa Libertadores.
Luego del receso por la Copa América, y tras destacar en el torneo continental con el conjunto lila, en el segundo semestre de 1991 ficha por Colo-Colo, campeón vigente de la Copa Libertadores. En ese lapso, participó en partidos internacionales de la Supercopa Sudamericana, tras no ser elegible para disputar campeonatos nacionales. En la temporada siguiente, formó parte del equipo campeón de la Recopa Sudamericana y la Copa Interamericana, siendo transferido del club colocolino luego de la Copa Chile 1993, donde alineó en 16 encuentros y marcó 6 goles.
Durante el segundo semestre de 1993, firmó con Santos Laguna, donde se coronó como campeón de Primera División en el Torneo de Invierno 1996. Fue en México donde obtuvo el seudónimo que lo acompañó en su carrera, debido a que su apariencia física recordaba a la de una persona originaria de Rusia, y su cabellera y aspecto contribuyeron a que se le conociera así desde que llegó al país.
En 1997 firmó con el Cruz Azul, donde se coronó como bicampeón de la Copa de Campeones (en las ediciones de 1996 y 1997) y como campeón del Torneo de Invierno 1997.
En enero de 2000 es anunciado su regreso a Colo-Colo en la Noche Alba. Sin embargo, tras un conflicto entre el equipo chileno y Cruz Azul, tuvo que volver al conjunto mexicano. De regreso con Cruz Azul alcanzó la final de la Copa Libertadores 2001, perdiendo en penales ante Boca Juniors. Entre 2001 y 2002 jugó para el Puebla y regresó a Chile, esta vez para defender los colores de Santiago Morning, donde se retiró a finales de 2003.

### Entrenador
Comenzó a trabajar de asistente técnico en Colo-Colo, Santos Laguna y Audax Italiano, donde coincidió con sus excompañeros Marcelo Barticciotto, Benjamín Galindo y Carloto Encinas respectivamente.
Ya como director técnico, su primer trabajo fue en agosto de 2018, dirigiendo a Deportes Melipilla de la Primera B chilena.Tras no renovar a fines de torneo, en abril de 2019 regresó al banco en reemplazo de Carloto Encinas.En diciembre de 2020, y pese a la negativa de parte de la directiva del cuadro melipillano, y con el equipo en puestos de avanzada del torneo, fue cesado de su cargo. En julio de 2021 es fichado por  Barnechea de la misma división;sin embargo, tras 41 días a cargo y sin ninguna victoria en 7 partidos, renunció al banco del equipo huaicochero. En marzo de 2022, es Deportes Santa Cruz de la B chilena quien anuncia su firma.En noviembre de 2022, tras el fin del torneo, no renueva su contrato.

## Estadísticas

### Jugador
Resaltadas temporadas en calidad de cedido.
| Club *                         | Temporada       | Div.            | Liga  | Liga  | Copas | Copas | Internacional | Internacional | Total | Total |
| Club *                         | Temporada       | Div.            | Part. | Goles | Part. | Goles | Part.         | Goles         | Part. | Goles |
| ------------------------------ | --------------- | --------------- | ----- | ----- | ----- | ----- | ------------- | ------------- | ----- | ----- |
| C. S. D. Concepción · Chile    | 1991            | 1.ª             | 6     | 2     | 8     | 1     | 8             | 2             | 22    | 5     |
| C. S. D. Colo-Colo · Chile     | 1991            | 1.ª             | —     | —     | 1     | 0     | 2             | 0             | 3     | 0     |
| C. S. D. Colo-Colo · Chile     | 1992            | 1.ª             | 30    | 8     | 11    | 2     | 15            | 2             | 56    | 12    |
| C. S. D. Colo-Colo · Chile     | 1993            | 1.ª             | —     | —     | 16    | 6     | —             | —             | 16    | 6     |
| C. Santos Laguna · México      | 1993-94         | 1.ª             | 42    | 13    | —     | —     | —             | —             | 42    | 13    |
| C. Santos Laguna · México      | 1994-95         | 1.ª             | 33    | 14    | —     | —     | 2             | 0             | 35    | 14    |
| C. Santos Laguna · México      | 1995-96         | 1.ª             | 29    | 3     | 2     | 0     | —             | —             | 31    | 3     |
| C. Santos Laguna · México      | 1996-97         | 1.ª             | 35    | 2     | 3     | 0     | —             | —             | 38    | 2     |
| Total club                     | Total club      | Total club      | 139   | 32    | 5     | 0     | 2             | 0             | 146   | 32    |
| C. D. Cruz Azul · México       | 1996-97         | 1.ª             | —     | —     | —     | —     | 3             | 3             | 3     | 3     |
| C. D. Cruz Azul · México       | 1997-98         | 1.ª             | 28    | 2     | —     | —     | 2             | 2             | 30    | 4     |
| C. D. Cruz Azul · México       | 1998-99         | 1.ª             | 32    | 6     | 1     | 0     | —             | —             | 33    | 6     |
| C. D. Cruz Azul · México       | 1999-00         | 1.ª             | 17    | 0     | 4     | 0     | —             | —             | 21    | 0     |
| C. D. Cruz Azul · México       | 2000-01         | 1.ª             | 31    | 2     | 7     | 1     | 7             | 1             | 45    | 4     |
| Total club                     | Total club      | Total club      | 108   | 10    | 12    | 1     | 12            | 6             | 132   | 17    |
| C. S. D. Colo-Colo · Chile     | 2000            | 1.ª             | 6     | 1     | 7     | 0     | —             | —             | 13    | 1     |
| Total club                     | Total club      | Total club      | 36    | 9     | 35    | 8     | 17            | 2             | 88    | 19    |
| C. Puebla · México             | 2001-02         | 1.ª             | 36    | 3     | —     | —     | —             | —             | 36    | 3     |
| C. D. Santiago Morning · Chile | 2002            | 1.ª             | 10    | 0     | —     | —     | —             | —             | 10    | 0     |
| C. D. Santiago Morning · Chile | 2003            | 2.ª             | —     | —     | —     | —     | —             | —             | 0     | 0     |
| Parcial carrera                | Parcial carrera | Parcial carrera | 335   | 56    | 60    | 10    | 39            | 10            | 434   | 76    |

Nota * : no se preservan registros en Temperley, Montevideo Wanderers y su paso en Segunda División con Santiago Morning.

### Entrenador
| Club             | País             | Año              | PJ  | PG | PE | PP | EF%    |
| ---------------- | ---------------- | ---------------- | --- | -- | -- | -- | ------ |
| C. D. Melipilla  | Chile            | 2018             | 24  | 8  | 8  | 8  | 44.44% |
| C. D. Melipilla  | Chile            | 2019-2020        | 42  | 19 | 10 | 13 | 53.17% |
| A. C. Barnechea  | Chile            | 2021             | 7   | 0  | 5  | 2  | 23.81% |
| C. D. Santa Cruz | Chile            | 2022             | 27  | 9  | 7  | 11 | 41.98% |
| Total entrenador | Total entrenador | Total entrenador | 100 | 36 | 30 | 34 | 46%    |

## Palmarés

### Como jugador

#### Campeonatos nacionales
| Título             | Club          | País    | Año  |
| ------------------ | ------------- | ------- | ---- |
| Torneo Competencia | Wanderers     | Uruguay | 1990 |
| Primera División   | Santos Laguna | México  | 1996 |
| Primera División   | Cruz Azul     | México  | 1997 |

#### Campeonatos internacionales
| Título              | Club      | Sede             | Año  |
| ------------------- | --------- | ---------------- | ---- |
| Recopa Sudamericana | Colo-Colo | Kōbe             | 1992 |
| Copa Interamericana | Colo-Colo | Santiago         | 1992 |
| Copa de Campeones   | Cruz Azul | Guatemala        | 1996 |
| Copa de Campeones   | Cruz Azul | Washington D. C. | 1997 |

### Como segundo entrenador

#### Campeonatos nacionales
| Título           | Club          | País   | Año  |
| ---------------- | ------------- | ------ | ---- |
| Primera División | Colo-Colo     | Chile  | 2008 |
| Primera División | Santos Laguna | México | 2012 |

### Distinciones individuales
| Distinción                       | Año  |
| -------------------------------- | ---- |
| Centrocampista del año en México | 1994 |